# Olympische Sommerspiele 1976/Ringen
Bei den XXI. Olympischen Sommerspielen 1976 in Montreal fanden 20 Wettbewerbe im Ringen statt, je zehn im Freistil und im griechisch-römischen Stil. Austragungsort war das Centre Pierre-Charbonneau.

## Bilanz

### Medaillenspiegel
| Platz | Land               | Gold | Silber | Bronze | Gesamt |
| ----- | ------------------ | ---- | ------ | ------ | ------ |
| 1     | Sowjetunion        | 12   | 5      | 1      | 18     |
| 2     | Japan              | 2    | –      | 4      | 6      |
| 3     | Bulgarien          | 1    | 3      | 3      | 7      |
| 4     | Vereinigte Staaten | 1    | 3      | 2      | 6      |
| 5     | Jugoslawien        | 1    | 1      | –      | 2      |
| 6     | Polen              | 1    | –      | 2      | 3      |
| 7     | Südkorea           | 1    | –      | 1      | 2      |
| 8     | Finnland           | 1    | –      | –      | 1      |
| 9     | Rumänien           | –    | 3      | 3      | 6      |
| 10    | DDR                | –    | 1      | 1      | 2      |
| 10    | Ungarn             | –    | 1      | 1      | 2      |
| 12    | Iran               | –    | 1      | –      | 1      |
| 12    | Mongolei           | –    | 1      | –      | 1      |
| 12    | Tschechoslowakei   | –    | 1      | –      | 1      |
| 15    | BR Deutschland     | –    | –      | 2      | 2      |

### Medaillengewinner
| Konkurrenz         | Gold               | Silber               | Bronze            |
| ------------------ | ------------------ | -------------------- | ----------------- |
| Papiergewicht      | Chassan Issaew     | Roman Dmitrijew      | Akira Kudō        |
| Fliegengewicht     | Yūji Takada        | Alexander Iwanow     | Jeon Hae-sup      |
| Bantamgewicht      | Wladimir Jumin     | Hans-Dieter Brüchert | Masao Arai        |
| Federgewicht       | Yang Jung-mo       | Dsewegiin Oidow      | Gene Davis        |
| Leichtgewicht      | Pawel Pinigin      | Lloyd Keaser         | Yasaburo Sugawara |
| Weltergewicht      | Jiichirō Date      | Mansour Barzegar     | Stanley Dziedzic  |
| Mittelgewicht      | John Peterson      | Wiktor Nowoschilow   | Adolf Seger       |
| Halbschwergewicht  | Lewan Tediaschwili | Benjamin Peterson    | Stelică Morcov    |
| Schwergewicht      | Iwan Jarygin       | Russell Hellickson   | Dimo Kostow       |
| Superschwergewicht | Soslan Andijew     | József Balla         | Ladislau Șimon    |

| Konkurrenz         | Gold                    | Silber                 | Bronze               |
| ------------------ | ----------------------- | ---------------------- | -------------------- |
| Papiergewicht      | Alexei Schumakow        | Gheorghe Berceanu      | Stefan Angelow       |
| Fliegengewicht     | Witali Konstantinow     | Nicu Gângă             | Kōichirō Hirayama    |
| Bantamgewicht      | Pertti Ukkola           | Ivan Frgić             | Farchat Mustafin     |
| Federgewicht       | Kazimierz Lipień        | Nelson Dawidjan        | László Réczi         |
| Leichtgewicht      | Suren Nalbandjan        | Ștefan Rusu            | Heinz-Helmut Wehling |
| Weltergewicht      | Anatoli Bykow           | Vítězslav Mácha        | Karl-Heinz Helbing   |
| Mittelgewicht      | Momir Petković          | Wladimir Tscheboksarow | Iwan Kolew           |
| Halbschwergewicht  | Waleri Resanzew         | Stojan Nikolow         | Czesław Kwieciński   |
| Schwergewicht      | Nikolai Balboschin      | Kamen Goranow          | Andrzej Skrzydlewski |
| Superschwergewicht | Oleksandr Koltschynskyj | Alexandar Tomow        | Roman Codreanu       |

## Ergebnisse Freistil

### Papiergewicht (bis 48 kg)
| Platz | Land | Sportler              |
| ----- | ---- | --------------------- |
| 1     | BUL  | Chassan Issaew        |
| 2     | URS  | Roman Dmitrijew       |
| 3     | JPN  | Akira Kudō            |
| 4     | MGL  | Gombyn Chischigbaatar |
| 5     | KOR  | Kim Hwa-kyung         |
| 6     | PRK  | Li Yong-nam           |
| 7     | TUR  | Kuddusi Özdemir       |
| 8     | FRG  | Willi Heckmann        |
|       |      |                       |
| 12    | GDR  | Jürgen Möbius         |

Datum: 27. bis 31. Juli 1976 

18 Teilnehmer aus 18 Ländern

### Fliegengewicht (bis 52 kg)
| Platz | Land | Sportler         |
| ----- | ---- | ---------------- |
| 1     | JPN  | Yūji Takada      |
| 2     | URS  | Alexander Iwanow |
| 3     | KOR  | Jeon Hae-sup     |
| 4     | HUN  | Henrik Gál       |
| 5     | BUL  | Nermedin Selimow |
| 6     | POL  | Władysław Stecyk |
| 7     | PRK  | Li Bong-sun      |
| 8     | CUB  | Eloy Abreu       |
|       |      |                  |
| 13    | FRG  | Fritz Niebler    |

Datum: 27. bis 31. Juli 1976 

19 Teilnehmer aus 19 Ländern

### Bantamgewicht (bis 57 kg)
| Platz | Land | Sportler                 |
| ----- | ---- | ------------------------ |
| 1     | URS  | Wladimir Jumin           |
| 2     | GDR  | Hans-Dieter Brüchert     |
| 3     | JPN  | Masao Arai               |
| 4     | BUL  | Micho Dukow              |
| 5     | IRN  | Ramezan Kheder           |
| 6     | MGL  | Megdiin Choilogdordsch   |
| 7     | GRE  | Georgios Chatziioannidis |
| 8     | POL  | Zbigniew Żedzicki        |

Datum: 27. bis 31. Juli 1976 

21 Teilnehmer aus 21 Ländern

### Federgewicht (bis 62 kg)
| Platz | Land | Sportler          |
| ----- | ---- | ----------------- |
| 1     | KOR  | Yang Jung-mo      |
| 2     | MGL  | Dsewegiin Oidow   |
| 3     | USA  | Gene Davis        |
| 4     | IRN  | Mohsen Farahvashi |
| 5     | BUL  | Iwan Jankow       |
| 6     | URS  | Sergei Timofejew  |
| 7     | JPN  | Kenkichi Maekawa  |
| 8     | GDR  | Helmut Strumpf    |
| 9     | FRG  | Eduard Giray      |

Datum: 27. bis 31. Juli 1976 

17 Teilnehmer aus 17 Ländern

### Leichtgewicht (bis 68 kg)
| Platz | Land | Sportler                   |
| ----- | ---- | -------------------------- |
| 1     | URS  | Pawel Pinigin              |
| 2     | USA  | Lloyd Keaser               |
| 3     | JPN  | Yasaburo Sugawara          |
| 4     | BUL  | Dontscho Schekow           |
| 5     | CUB  | José Ramos                 |
| 6     | MGL  | Tsedendambyn Natsagdordsch |
| 7     | ISR  | Rami Miron                 |
| 8     | GDR  | Eberhard Probst            |
| 9     | FRG  | Gerhard Weisenberger       |

Datum: 27. bis 31. Juli 1976 

17 Teilnehmer aus 17 Ländern

### Weltergewicht (bis 74 kg)

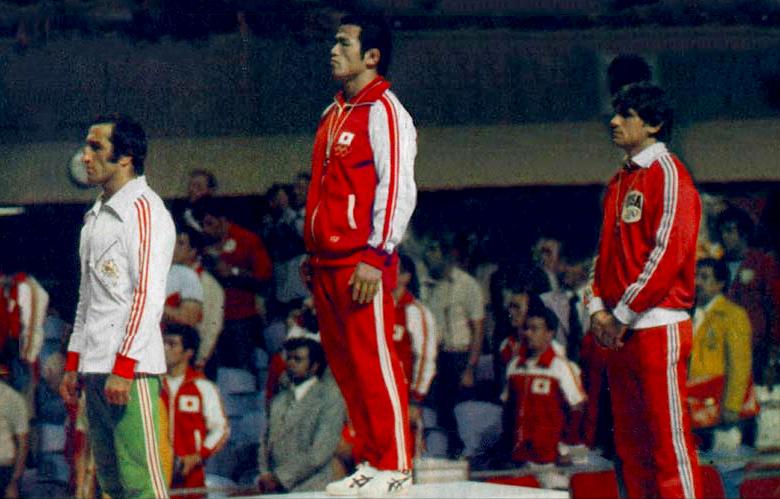
Siegerehrung (v. l. n. r.: Barzegar, Date, Dziedzic)

| Platz | Land | Sportler            |
| ----- | ---- | ------------------- |
| 1     | JPN  | Jiichirō Date       |
| 2     | IRN  | Mansour Barzegar    |
| 3     | USA  | Stanley Dziedzic    |
| 4     | URS  | Ruslan Aschuralijew |
| 5     | ROM  | Marin Pîrcălabu     |
| 6     | FRG  | Fred Hempel         |
| 7     | FIN  | Jarmo Övermark      |
| 8     | YUG  | Kiro Ristow         |

Datum: 27. bis 31. Juli 1976 

17 Teilnehmer aus 17 Ländern

### Mittelgewicht (bis 82 kg)
| Platz | Land | Sportler           |
| ----- | ---- | ------------------ |
| 1     | USA  | John Peterson      |
| 2     | URS  | Wiktor Nowoschilow |
| 3     | FRG  | Adolf Seger        |
| 4     | TUR  | Mehmed Uzun        |
| 5     | BUL  | Ismail Abilow      |
| 6     | POL  | Henryk Mazur       |
| 7     | HUN  | István Kovács      |
| 8     | JPN  | Masaru Motegi      |

Datum: 27. bis 31. Juli 1976 

18 Teilnehmer aus 18 Ländern

### Halbschwergewicht (bis 90 kg)
| Platz | Land | Sportler           |
| ----- | ---- | ------------------ |
| 1     | URS  | Lewan Tediaschwili |
| 2     | USA  | Benjamin Peterson  |
| 3     | ROM  | Stelică Morcov     |
| 4     | GDR  | Horst Stottmeister |
| 5     | CAN  | Terry Paice        |
| 6     | POL  | Paweł Kurczewski   |
| 7     | SWE  | Frank Andersson    |
| 8     | CUB  | Bárbaro Morgan     |
|       |      |                    |
| 11    | FRG  | Peter Neumair      |

Datum: 27. bis 31. Juli 1976 

21 Teilnehmer aus 21 Ländern

### Schwergewicht (bis 100 kg)
| Platz | Land | Sportler               |
| ----- | ---- | ---------------------- |
| 1     | URS  | Iwan Jarygin           |
| 2     | USA  | Russell Hellickson     |
| 3     | BUL  | Dimo Kostow            |
| 4     | TCH  | Petr Drozda            |
| 5     | MGL  | Chorloogiin Bajanmönch |
| 6     | JPN  | Kazuo Shimizu          |
| 7     | FRG  | Hans-Peter Stratz      |
| 8     | ARG  | Daniel Verník          |
|       |      |                        |
| 11    | GDR  | Harald Büttner         |

Datum: 27. bis 31. Juli 1976 

15 Teilnehmer aus 15 Ländern

### Superschwergewicht (über 100 kg)
| Platz | Land | Sportler               |
| ----- | ---- | ---------------------- |
| 1     | URS  | Soslan Andijew         |
| 2     | HUN  | József Balla           |
| 3     | ROM  | Ladislau Șimon         |
| 4     | GDR  | Roland Gehrke          |
| 5     | BUL  | Nikola Dinew           |
| 6     | JPN  | Yorihide Isogai        |
| 7     | IRN  | Moslem Eskandar-Filabi |
| 8     | SEN  | Mamadou Sakho          |
|       |      |                        |
| 12    | FRG  | Heinz Eichelbaum       |

Datum: 27. bis 31. Juli 1976 

15 Teilnehmer aus 15 Ländern

## Ergebnisse griechisch-römischer Stil

### Papiergewicht (bis 48 kg)
| Platz | Land | Sportler          |
| ----- | ---- | ----------------- |
| 1     | URS  | Alexei Schumakow  |
| 2     | ROM  | Gheorghe Berceanu |
| 3     | BUL  | Stefan Angelow    |
| 4     | JPN  | Yoshite Moriwaki  |
| 5     | GDR  | Dietmar Hinz      |
| 6     | CAN  | Mitchell Kawasaki |
| 7     | TUR  | Salih Bora        |
| 8     | USA  | Michael Farina    |

Datum: 20. bis 24. Juli 1976 

15 Teilnehmer aus 15 Ländern

### Fliegengewicht (bis 52 kg)
| Platz | Land | Sportler            |
| ----- | ---- | ------------------- |
| 1     | URS  | Witali Konstantinow |
| 2     | ROM  | Nicu Gângă          |
| 3     | JPN  | Kōichirō Hirayama   |
| 4     | FRG  | Rolf Krauß          |
| 5     | HUN  | Lajos Rácz          |
| 6     | IRN  | Morad Ali Shirani   |
| 7     | ITA  | Antonio Caltabiano  |
| 8     | KOR  | Baek Seung-hyun     |

Datum: 20. bis 24. Juli 1976 

17 Teilnehmer aus 17 Ländern

### Bantamgewicht (bis 57 kg)
| Platz | Land | Sportler           |
| ----- | ---- | ------------------ |
| 1     | FIN  | Pertti Ukkola      |
| 2     | YUG  | Ivan Frgić         |
| 3     | URS  | Farchat Mustafin   |
| 4     | JPN  | Yoshima Suga       |
| 5     | ROM  | Mihai Boțilă       |
| 6     | BUL  | Krassimir Stefanow |
| 7     | HUN  | József Doncsecz    |
| 8     | TCH  | Josef Krysta       |
|       |      |                    |
| 14    | FRG  | Hans-Jürgen Veil   |

Datum: 20. bis 24. Juli 1976 

17 Teilnehmer aus 17 Ländern

### Federgewicht (bis 62 kg)
| Platz | Land | Sportler           |
| ----- | ---- | ------------------ |
| 1     | POL  | Kazimierz Lipień   |
| 2     | URS  | Nelson Dawidjan    |
| 3     | HUN  | László Réczi       |
| 4     | JPN  | Teruhiko Miyahara  |
| 5     | ROM  | Ion Păun           |
| 6     | FIN  | Pekka Hjelt        |
| 7     | GRE  | Stylianos Migiakis |
| 8     | BUL  | Stojan Lasarow     |

Datum: 20. bis 24. Juli 1976 

17 Teilnehmer aus 17 Ländern

### Leichtgewicht (bis 68 kg)
| Platz | Land | Sportler             |
| ----- | ---- | -------------------- |
| 1     | URS  | Suren Nalbandjan     |
| 2     | ROM  | Ștefan Rusu          |
| 3     | GDR  | Heinz-Helmut Wehling |
| 4     | SWE  | Lars-Erik Skiöld     |
| 5     | POL  | Andrzej Supron       |
| 6     | FRG  | Manfred Schöndorfer  |
| 7     | TUR  | Erol Mutlu           |
| 8     | FIN  | Markku Yli-Isotalo   |

Datum: 20. bis 24. Juli 1976 

21 Teilnehmer aus 21 Ländern

### Weltergewicht (bis 74 kg)
| Platz | Land | Sportler             |
| ----- | ---- | -------------------- |
| 1     | URS  | Anatoli Bykow        |
| 2     | TCH  | Vítězslav Mácha      |
| 3     | FRG  | Karl-Heinz Helbing   |
| 4     | FIN  | Mikko Huhtala        |
| 5     | GDR  | Klaus-Peter Göpfert  |
| 6     | ROM  | Gheorghe Ciobotaru   |
| 7     | SWE  | Jan Karlsson         |
| 8     | GRE  | Petros Galaktopoulos |
| 9     | AUT  | Hans Kiss            |

Datum: 20. bis 24. Juli 1976 

18 Teilnehmer aus 18 Ländern

### Mittelgewicht (bis 82 kg)
| Platz | Land | Sportler               |
| ----- | ---- | ---------------------- |
| 1     | YUG  | Momir Petković         |
| 2     | URS  | Wladimir Tscheboksarow |
| 3     | BUL  | Iwan Kolew             |
| 4     | SWE  | Leif Andersson         |
| 5     | TCH  | Miroslav Janota        |
| 6     | JPN  | Kazuhiro Takanishi     |
| 7     | ROM  | Ion Enache             |
| 8     | POL  | Adam Ostrowski         |
|       |      |                        |
| 12    | AUT  | Franz Pitschmann       |

Datum: 20. bis 24. Juli 1976 

18 Teilnehmer aus 18 Ländern

### Halbschwergewicht (bis 90 kg)
| Platz | Land | Sportler           |
| ----- | ---- | ------------------ |
| 1     | URS  | Waleri Resanzew    |
| 2     | BUL  | Stojan Nikolow     |
| 3     | POL  | Czesław Kwieciński |
| 4     | YUG  | Darko Nišavić      |
| 5     | SWE  | Frank Andersson    |
| 6     | HUN  | István Séllyei     |
| 7     | USA  | James Johnson      |
| 7     | JPN  | Sadao Satō         |
| 9     | FRG  | Fred Theobald      |

Datum: 20. bis 24. Juli 1976 

13 Teilnehmer aus 13 Ländern

### Schwergewicht (bis 100 kg)
| Platz | Land | Sportler             |
| ----- | ---- | -------------------- |
| 1     | URS  | Nikolai Balboschin   |
| 2     | BUL  | Kamen Goranow        |
| 3     | POL  | Andrzej Skrzydlewski |
| 4     | USA  | Brad Rheingans       |
| 5     | NOR  | Tore Hem             |
| 6     | FRG  | Heinz Schäfer        |
| 7     | HUN  | József Farkas        |
| 7     | ROM  | Nicolae Martinescu   |
| 9     | GDR  | Fredi Albrecht       |

Datum: 20. bis 24. Juli 1976 

13 Teilnehmer aus 13 Ländern

### Superschwergewicht (über 100 kg)
| Platz | Land | Sportler                |
| ----- | ---- | ----------------------- |
| 1     | URS  | Oleksandr Koltschynskyj |
| 2     | BUL  | Alexandar Tomow         |
| 3     | ROM  | Roman Codreanu          |
| 4     | POL  | Henryk Tomanek          |
| 5     | USA  | William Lee             |
| 6     | HUN  | János Rovnyai           |
| 7     | NOR  | Einar Gundersen         |
| 7     | FRG  | Richard Wolff           |

Datum: 20. bis 24. Juli 1976 

12 Teilnehmer aus 12 Ländern